# The Great Passage (série télévisée d'animation)
Autre
The Great Passage (舟を編む, Fune o amu) est une série d'animation japonaise de 11 épisodes produite par le studio Zexcs et diffusée au Japon entre octobre 2016 et décembre 2016 sur Fuji TV, dans la case-horaire noitaminA. Elle est adaptée d'un roman de Shion Miura, Fune wo amu, adapté sous le même titre en film sorti en 2013 au Japon.

## Synopsis
C'est l'histoire d'un amoureux de littérature et des mots en particulier, qui obtient un poste pour la création d'un dictionnaire « The great passage ». On y suit sa découverte du métier et des personnes de son secteur, ainsi que sa façon de penser au quotidien, de sa vie à la résidence, et de son histoire d'amour naissante. 
Un manga qui nous fait prendre conscience de la réflexion d'autrui à travers chaque chose et objet qu'on a l'habitude de voir. De même, on y apprend beaucoup sur les dictionnaires en général (dû à la mini pause culture présente dans l'anime), on a également droit à quelques définitions qui sont en total raccord avec les évènements de l'épisode en question ; le but du dictionnaire étant d'informer et instruire, on se rend compte que chaque situation peut être décrite par un mot précis, permettant simplement de pouvoir s'exprimer clairement et surtout de se faire comprendre. C'est le but de cette série : nous aider à nous épanouir par la connaissance des mots.

## Personnages
Mitsuya Majime (馬締 光也, Majime Mitsuya)
Voix japonaise : Takahiro Sakurai
Masashi Nishioka (西岡 正志, Nishioka Misashi)
Voix japonaise : Hiroshi Kamiya
Kaguya Hayashi (林 香具矢, Hayashi Kaguya)
Voix japonaise : Maaya Sakamoto
Kōhei Araki (荒木 公平, Araki Kōhei)
Voix japonaise : Tetsuo Kanao (en)
Kaoru Sasaki (佐々木 薫, Sasaki Kaoru)
Voix japonaise : Yoshiko Sakakibara
Midori Kishibe (岸辺 みどり, Kishibe Midori)
Voix japonaise : Yōko Hikasa
Remi Miyoshi (三好 麗美, Miyoshi Remi)
Voix japonaise : Chiwa Saitō
Tomosuke Matsumoto (松本 朋佑, Matsumoto Tomosuke)
Voix japonaise : Mugihito

## Anime

### Liste des épisodes
| No | Titre anglophone | Titre original | Date de 1re diffusion |
| -- | ---------------- | -------------- | --------------------- |
| 1  | Vastness         | 茫洋 Bōyō      | 14 octobre 2016       |
| 2  | Encounter        | 逢着 Hōchaku   | 21 octobre 2016       |
| 3  | Love             | 恋 Koi         | 28 octobre 2016       |
| 4  | Steady Progress  | 漸進 Zenshin   | 4 novembre 2016       |
| 5  | Waver            | 揺蕩う Tayutau | 11 novembre 2016      |
| 6  | Resonance        | 共振 Kyōshin   | 18 novembre 2016      |
| 7  | Trust            | 信頼 Shinrai   | 25 novembre 2016      |
| 8  | Compile          | 編む Amu       | 2 décembre 2016       |
| 9  | Blood            | 血潮 Chishio   | 9 décembre 2016       |
| 10 | Pride            | 矜持 Kinji     | 16 décembre 2016      |
| 11 | Light            | 灯 Akari       | 23 décembre 2016      |